# Lasianthus macrocalyx
Lasianthus macrocalyx är en måreväxtart som beskrevs av Karl Moritz Schumann. Lasianthus macrocalyx ingår i släktet Lasianthus och familjen måreväxter. IUCN kategoriserar arten globalt som sårbar. Inga underarter finns listade i Catalogue of Life.